# Peter und Paul

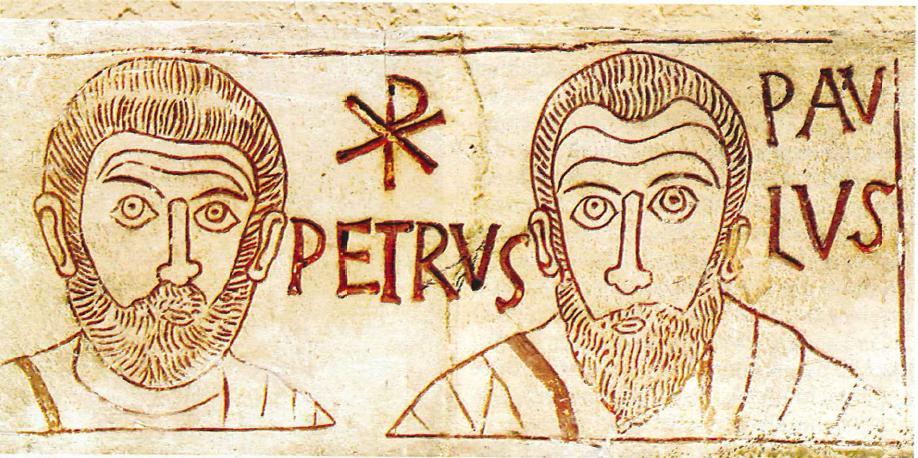
Die Apostel Petrus und Paulus mit dem Christusmonogramm Chi-Rho, Gravur in der Hippolyt-Katakombe in Rom, 4. Jh.

Petrus und Paulus im Wappen von Strzegom

Peter und Paul (Hl. Petrus und hl. Paulus) ist die Bezeichnung des Festes der Apostel Petrus und Paulus (lat. Sollemnitas Sanctorum Petri et Pauli Apostolorum). Das Fest wird bei der römisch-katholischen Kirche und der griechisch-orthodoxen Kirche am 29. Juni begangen. Viele Christliche Konfessionen der ostorthodoxen Kirchen feiern das Fest jedoch am 29. Juni des Julianischen Kalenders, was zurzeit dem 12. Juli im Gregorianischen Kalender entspricht. In der römisch-katholischen Kirche hat es den Rang eines Hochfestes.

## Liturgie
Das Fest geht nicht auf den Todestag der Namensgeber, sondern auf die Überlieferung zurück, dass zur Zeit der Valerianischen Verfolgungen an diesem Tag in Rom die Reliquien der beiden Apostel in die Sebastian-Katakombe an der Via Appia übertragen wurden. Die älteste Feier dieses Gedenkens ist aus dem Jahr 354 belegt.
Das Apostelfest des 29. Juni wurde Anfang des 6. Jahrhunderts von Konstantinopel übernommen. In Jerusalem und Palästina feierte man das Apostelpaar anfangs (Ende 4./Anfang 5. Jh.) am 28. Dezember jedes Jahres; der 29. Juni kam später (vor 614?) als Nebenfest hinzu. Bis 1969 war der Vortag des Festes Peter und Paul, der 28. Juni, der Vigiltag.
Am Fest Peter und Paul findet in vielen Diözesen der römisch-katholischen Kirche die Spende des Weihesakramentes statt. In den Orthodoxen Kirchen beginnt eine Woche nach dem Pfingstfest das „Apostelfasten“, das bis zum Fest Petrus und Paulus dauert.
Auch nach den Gottesdienstordnungen der evangelischen Kirche kann das Fest am 29. Juni gefeiert werden.

## Verehrung

Hll. Petrus und Paulus, russische Ikone aus dem 13. Jahrhundert

Zahlreiche Peter-und-Paul-Kirchen stehen unter dem Patrozinium Petrus und Paulus. Zu den bekannteren zählen der Naumburger Dom, der Klagenfurter Dom und der Posener Dom. Ein Peter- und Pauls-Altar befindet sich in Comburg. Auch eine Reihe von Peter-und-Paul-Klöstern wurde dem Patrozinium der beiden Aposteln unterstellt, darunter das Kloster Hirsau. Ebenso trägt die St. Petersburger Peter-und-Paul-Festung diesen Namen.

Aufgrund ihrer herausragenden Bedeutung für die Kirche werden beide Heiligen zuweilen auch mit der ehrenvollen Bezeichnung „Apostelfürst“ (lateinisch princeps apostolorum, von princeps ‚der Erste, Führer, Fürst‘) bezeichnet.

## Gesetzliche Feiertage
- In Preußen wurde Peter und Paul als Feiertag bereits im Dezember 1796 durch eine Anordnung Friedrich Wilhelms III. abgeschafft. In anderen deutschen Staaten blieb der Feiertag bis ins 19. Jahrhundert erhalten.
- Im Schweizer Kanton Tessin, in einigen italienischsprachigen Gemeinden im Kanton Graubünden sowie in einigen Gemeinden des Kantons Luzern ist Peter und Paul ein gesetzlicher Feiertag.
- Der Tag wurde bis 1976 in ganz Italien als gesetzlicher Feiertag begangen. 1977 wurde er zusammen mit drei anderen kirchlichen Feiertagen abgeschafft und blieb nur in der Diözese Rom ein Feiertag. In der Vergangenheit gab es verschiedene Versuche, diesen Tag erneut zu einem Feiertag zu deklarieren.
- Auf Malta ist Peter und Paul ein gesetzlicher Feiertag.[4]

## Brauchtum

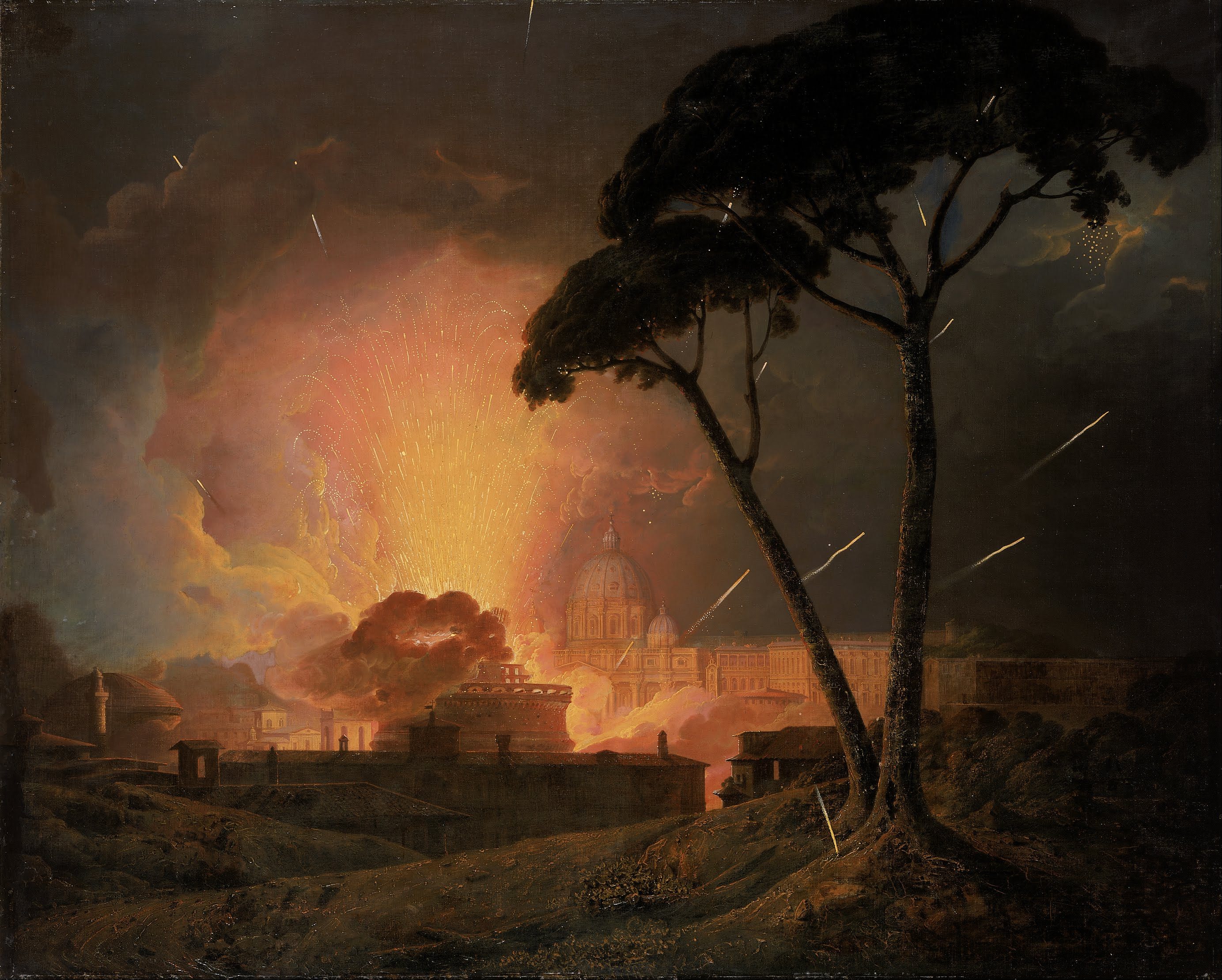
Joseph Wright, Die jährliche Girandola an der Engelsburg (1775–1776)

Gefeiert wird das Peter-und-Pauls-Fest besonders in Österreich und Bayern traditionell mit dem Peterlfeuer. In Rom findet zum Peter-und-Pauls-Fest das traditionelle Feuerwerk „La Girandola“ an der Engelsburg statt.
Die Wetterregel „Peter und Paul hängen einem die Kirschen ins Maul“ bezieht sich darauf, dass Ende Juni die Süßkirschen reif sind.